# FTP Commander
FTP Commander là một chương trình FTP cho máy trạm trên nền Windows. Nó được phát triển bởi InternetSoft Corp. Chương trình này giúp bạn tải về và đẩy lên dữ liệu hoặc hủy một hoặc nhiều tập tin, bao gồm cả những thư mục cùng với những thư mục con bên trong của nó. Ngoài ra, chương trình còn có thể tự động tiếp tục thực hiện và hoàn thành việc chuyển tập tin sau khi đã bị ngắt bởi một lý do nào đó.
Điểm đặc trưng là nó cũng bao gồm những chuẩn bảo mật như SSL, SSH, PGP và mã hóa mật khẩu, mã hóa 128-256-bit, chế độ truyền dữ liệu đa tiến trình, chmod và những lệnh riêng khác, đồng bộ hóa tập tin và thư mục, hỗ trợ proxy, công cụ sao lưu và nó cũng đã được địa phương hóa sang 23 ngôn ngữ khác nhau bao gồm tiếng Anh, tiếng Pháp, tiếng Đức, tiếng Tây Ban Nha và tiếng Trung Quốc.

## Bản quyền
Không đăng ký bản quyền, FTP Commander miễn phí cho mục đích cá nhân, giáo dục hoặc sử dụng cho mục đích phi lợi nhuận. Để sở hữu một phiên bản FTP Commander Deluxe có bản quyền, bạn phải trả tiền sau khi dùng thử 30 ngày.